# Плаунець торфовий
Плаунець торфовий (Lycopodiella inundata (L.) Holub) — багаторічна рослина родини плаунові (Lycopodiaceae).

## Морфологія
Гемікриптофіт. Багаторічна трав'яна рослина 5-10 см заввишки. Стебло повзуче, дихотомічно розгалужене, до 10 см завдовжки, 0,5-1 мм завширшки, густо вкрите лінійно-шилоподібними листками (мікрофілами). Листки 5-8-мм завдовжки, вузько-ланцетні, гострі, цілокраї, при основі серпоподібно зігнуті, повернуті в один бік. Стебло часто вкорінюється у вузлах. Вегетативні пагони густо вкриті листками. Спороносні гілки короткі, не розгалужені, нечітко відмежовані від стебла, на верхівках мають довгі стробіли (1-3 см) без ніжки, листки на них направлені вгору або майже горизонтально відхилені, з 1 зубчиком до 0,5 мм довжиною, розміщені рідше. Численні світло-жовті спори. Спороносить у липні-вересні. Розмножується спорами і вегетативно.

## Ареал
Голарктичний вид, поширений в Північній Америці, Європі, Західному Сибіру і Японії. В Україні трапляється в Карпатах і на Поліссі у вологих лісах, по терасах річок Лісостепу і Степу. Волинська, Рівненська, Житомирська, Київська, Чернігівська, Закарпатська, Хмельницька, Черкаська, Дніпропетровська, Полтавська, Херсонська, Луганська, Миколаївська, Харківська області.
Мезофіт. Зростає у невластивих для плаунових умовах (торфові болота, заболочені луки, замоховілі піщані зниження на терасах річок, вологі свіжі піски, колії доріг, кар'єри). Популяції нечисленні, представлені невеликими групами. Популяціям властиві ознаки пульсуючих. Окремі популяції мають високу щільність до 24 особин на 1 м2, виступаючи домінантами в фітогеоценозах. Порушення ґрунтового покриву призводить до значного розширення популяції, відновлення ж рослинного покриву значно зменшує чисельність виду.

## Охорона
Природоохоронний статус плаунця заплавного — вразливий. Наукове значення виду: рідкісний зникаючий вид. Причинами зміни чисельності виступають: осушення боліт, освоєння річкових терас, зміна гідрологічного режиму річок та боліт.
Потребує цілеспрямованого пошуку й опису вцілілих місць зростання у Лісостепу і Степу; створення природно-заповідних територій. Рослину охороняють в Поліському, Рівненському та Черемському заповідниках; в національних парках: Шацькому, «Прип'ять-Стохід», «Синевир», «Святі гори». Заради збереження виду заборонено всі види гідромеліоративних робіт, торфорозробку.
Відомостей про розмноження та розведення у спеціально створених умовах немає. Має господарське та комерційне значення як лікарська рослина.